# جون هنري كيربي
جون هنري كيربي (بالإنجليزية: John Henry Kirby)‏ هو شخصية أعمال أمريكي، ولد في 16 نوفمبر 1860 في مقاطعة تايلر في الولايات المتحدة، وتوفي في 9 نوفمبر 1940. لقد كان أحد أكبر مصنعي الأخشاب في تكساس وجنوب الولايات المتحدة.
بالإضافة إلى خدمته لفترتين في المجلس التشريعي لولاية تكساس، قام أيضًا بتأسيس شركة كيربي للبترول. وبفضل سمعته الناجحة، كان معروفًا بين أقرانه في العمل باسم "أمير الصنوبر" و"أبو تكساس الصناعية".خلال فترة عمله تزوج من ليليا ستيوارت من وودفيل. مارس المحاماة لمدة أربع سنوات قبل أن ينتقل إلى هيوستن للانضمام إلى مكتب المحاماة Hobby and Lanier.

## الحياة المبكرة والعلاقات السياسية
ولد لجون توماس وسارة كيربي (نيي باين) في 16 نوفمبر 1860، في مقاطعة تايلر، ونشأ في منزل العائلة الذي أصبح الآن كامب تا-كو-لا.علمته والدته القراءة والكتابة لأول مرة، ثم اقتصر تعليمه الرسمي فيما بعد على المدارس الريفية وفصل دراسي واحد في جامعة ساوث وسترن، جورج تاون، حيث درس القانون. وبتأثير من عضو مجلس الشيوخ عن الولاية صموئيل برونسون كوبر، شغل منصب كاتب في مجلس شيوخ تكساس من عام 1882 إلى عام 1884.

## العمل الخيري
قدم كيربي الأرض والأموال لبناء مدرسة كيربي الثانوية في وودفيل، تكساس، في عام 1928. وتخرج آخر دفعة في عام 1979.In 1929, Kirby donated part of what is today the 626-acre (2.5 km²) John Henry Kirby State Forest, which is located in Tyler County in southeastern Texas.